# Rychliki
Rychliki (deutsch Reichenbach) ist ein Dorf im Powiat Elbląski (Elbinger Kreis) der polnischen Woiwodschaft Ermland-Masuren. Es ist Sitz der gleichnamigen Landgemeinde.

## Geographische Lage
Das Kirchdorf liegt im ehemaligen Ostpreußen, etwa zwölf Kilometer südwestlich von Preußisch Holland (poln. Pasłęk) und  fünf Kilometer nordöstlich von Königsblumenau (Kwietniewo).

## Geschichte
Das Dorf Reichenbach gehörte im  Jahr 1945 zum Landkreis Preußisch Holland im Regierungsbezirk Königsberg der Provinz Ostpreußen des Deutschen Reichs. Reichenbach war Sitz des gleichnamigen Amtsbezirks.
Im Jahr 1939 hatte das Dorf 732 Einwohner.
Gegen Ende des Zweiten Weltkriegs wurde die Region im Frühjahr 1945 von der Roten Armee besetzt. Nach Beendigung der Kampfhandlungen wurde Reichenbach seitens der sowjetischen Besatzungsmacht zusammen mit der südlichen Hälfte Ostpreußens der Volksrepublik Polen zur Verwaltung überlassen. Soweit die einheimischen Dorfbewohner nicht geflohen waren, wurden sie in der Folgezeit von der polnischen Administration aus dem Kreisgebiet vertrieben oder an der Rückkehr gehindert.

## Kirche
Das Dorf hatte bis 1945 eine evangelische Pfarrkirche.